# Marcel Bozzuffi
Marcel Bozzuffi est un acteur français, né le 28 octobre 1929 à Rennes (Ille-et-Vilaine) et mort le 1er février 1988 à Paris 13e.

## Biographie

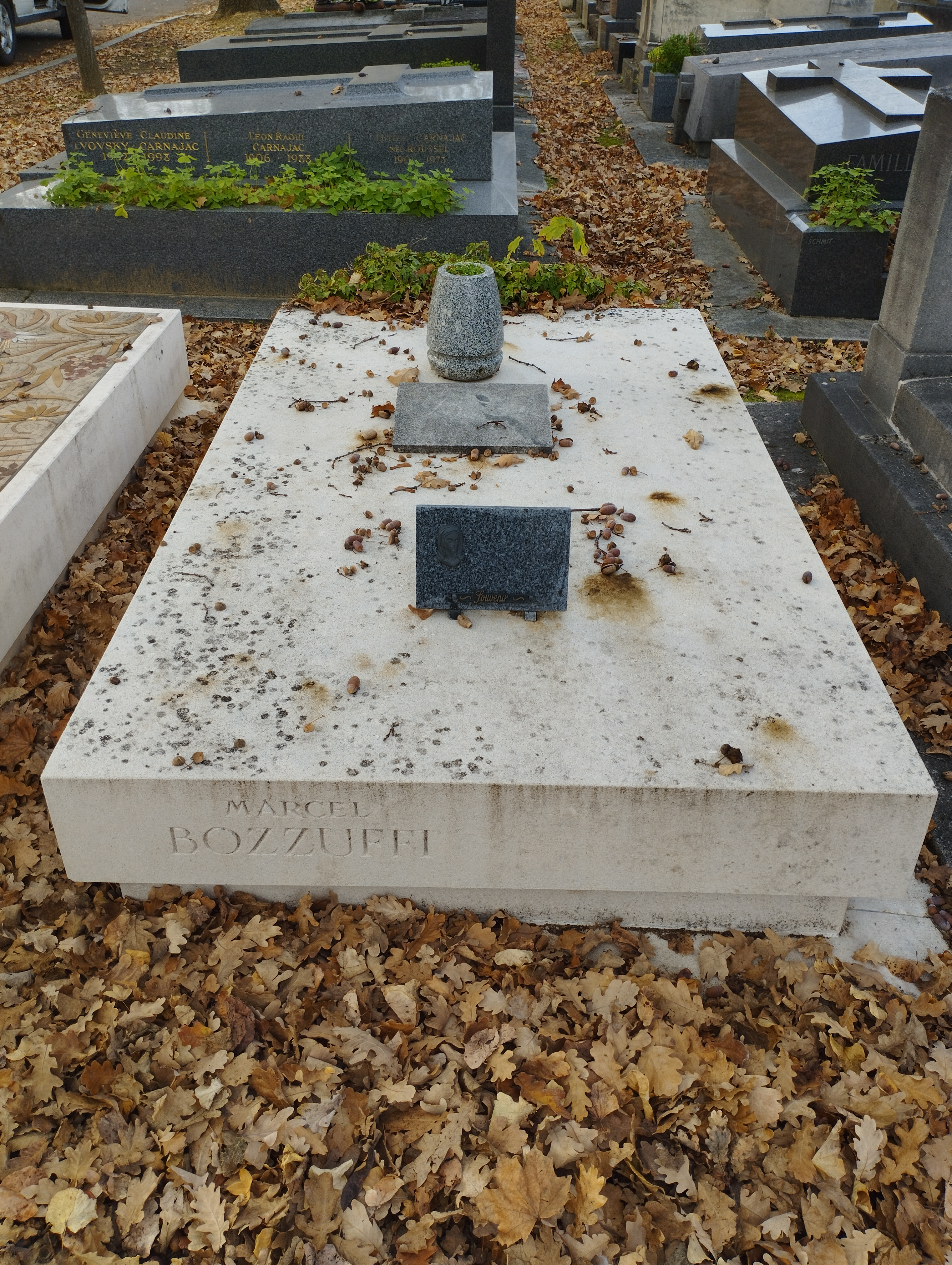
Tombe de Marcel Bozzuffi au cimetière du Montparnasse (division 7).

### Enfance, formation et débuts
Marcel Louis Édouard Bozzuffi naît le 28 octobre 1929 à Rennes,, d'Édouard Bozzuffi, fabricant de meubles, né en 1893 en Italie, et de Léonie Catherine Belli, son épouse, née en 1896 à Paris. 
Après une enfance passée en Bretagne, il monte à Paris et s'inscrit au cours Simon.

### Carrière
À l'écran, Marcel Bozzuffi fait partie des « seconds rôles », comme Raymond Bussières, Robert Dalban, Michel Peyrelon et de nombreux autres, qui ont marqué le cinéma français.
Bien que souvent cantonné à des rôles de policier ou de gangster auxquels il donnait, tant par ses traits que par son jeu d'acteur, des tons sombres et inquiétants, il a su sortir dans les années 1980 de ce registre stéréotypé en jouant des rôles de composition tout à l'opposé de son étiquette de « méchant », comme son personnage d'homosexuel dans Identification d'une femme de Michelangelo Antonioni. Il a donné la réplique aux plus grands, notamment Jean Gabin (dans Gas-oil, Du rififi à Paname et Maigret voit rouge).
Il a également mis sa voix grave au service du doublage de films, doublant entre autres Paul Newman et Charles Bronson. Il fut aussi la voix de Lucky Luke dans Lucky Luke - Daisy Town.
Il reste surtout connu pour son interprétation de Nicoli, le porte-flingue d'Alain Charnier poursuivi par Gene Hackman dans une scène restée légendaire de French Connection de William Friedkin.
Marcel Bozzuffi ayant des racines italiennes parlait très bien l'italien, avec un léger accent français, ce qui lui a permis de participer à des films italiens, surtout dans les années 1960 et 1970.
Il a également réalisé un film (L'Américain en 1969), ainsi que trois téléfilms et écrit un recueil de nouvelles (Forfana - Récits, publié à titre posthume en 1990).

### Vie privée et mort
En 1963, probablement sur le tournage de Maigret voit rouge, Marcel Bozzuffi rencontre l'actrice Françoise Fabian, qu'il épouse vingt-trois ans plus tard, le 25 septembre 1986 à Paris et avec qui il vit jusqu'à sa mort.
Il meurt des suites d'une tumeur du cerveau dans le 13e arrondissement de Paris, le 1er février 1988, à l'âge de 58 ans. Il est inhumé au cimetière du Montparnasse (7e division) à Paris, non loin de Jean Poiret et de Philippe Noiret.

## Filmographie

### Réalisateur
- 1969 : L'Américain (également scénario, adaptation et dialogues)
- 1982 : Les Grands Ducs (téléfilm)
- 1983 : Bon anniversaire Juliette (téléfilm)

### Acteur de cinéma

#### Années 1950
- 1955 : Le Fils de Caroline chérie de Jean Devaivre
- 1955 : Chantage de Guy Lefranc
- 1955 : Razzia sur la chnouf d'Henri Decoin
- 1955 : Gas-oil de Gilles Grangier
- 1956 : La Meilleure Part d'Yves Allégret
- 1956 : La Bande à papa de Guy Lefranc
- 1956 : Le Pays d'où je viens de Marcel Carné
- 1956 : Le Salaire du péché de Denys de La Patellière
- 1957 : Reproduction interdite ou Meurtre à Montmartre de Gilles Grangier
- 1957 : Le rouge est mis de Gilles Grangier
- 1957 : Escapade de Ralph Habib
- 1958 : Le Sicilien de Pierre Chevalier
- 1959 : Asphalte d'Hervé Bromberger

#### Années 1960
- 1960 : Le Caïd de Bernard Borderie
- 1961 : Le Sahara brûle de Michel Gast
- 1961 : Tintin et le Mystère de la Toison d'or de Jean-Jacques Vierne
- 1963 : Maigret voit rouge de Gilles Grangier
- 1963 : Le Jour et l'Heure de René Clément
- 1965 : Le Ciel sur la tête ou Menace dans le ciel d'Yves Ciampi
- 1965 : Compartiment tueurs de Costa-Gavras
- 1966 : Du rififi à Paname de Denys de La Patellière
- 1966 : Le Deuxième Souffle de Jean-Pierre Melville
- 1968 : Béru et ces dames de Guy Lefranc
- 1969 : L'Américain de Marcel Bozzuffi : Jacky
- 1969 : Un homme qui me plaît de Claude Lelouch
- 1969 : La Vie, l'Amour, la Mort de Claude Lelouch
- 1969 : Z de Costa-Gavras

#### Années 1970
- 1970 : Le Temps des loups (Tempo di violenza) de Sergio Gobbi
- 1970 : Vertige pour un tueur de Jean-Pierre Desagnat
- 1970 : La Dame dans l'auto avec des lunettes et un fusil (The Lady in the car with glasses and a gun) d'Anatole Litvak
- 1971 : Lucky Luke - Daisy Town - Dessin animé de la série Lucky Luke de Morris et Goscinny : voix de Lucky Luke
- 1971 : Comptes à rebours de Roger Pigaut
- 1971 : French Connection (The French Connection) de William Friedkin
- 1972 : La Vengeance du Sicilien (Torino nera) de Carlo Lizzani
- 1972 : Trois Milliards sans ascenseur de Roger Pigaut
- 1972 : Images de Robert Altman
- 1973 : Le Fils de Pierre Granier-Deferre
- 1973 : Les Hommes de Daniel Vigne
- 1973 : Chino (Valdez, il mezzosangue) de John Sturges et Duilio Coletti
- 1974 : Hold-up (Hold-Up, instantánea de una corrupción) de Germán Lorente
- 1974 : Le Passager (Caravan to Vaccarès) de Geoffrey Reeve (en)
- 1974 : Marseille contrat (The destructors) de Robert Parrish
- 1974 : La Grande Bourgeoise (Fatti di gente per bene) de Mauro Bolognini
- 1975 : Profession garde du corps (Vai gorilla) de Tonino Valerii
- 1975 : Le Gitan de José Giovanni
- 1975 : Roma drogata: la polizia non può intervenire de Lucio Marcaccini
- 1976 : Section de choc (Quelli della calibro 38) de Massimo Dallamano
- 1976 : Cadavres exquis (Cadaveri eccellenti) de Francesco Rosi
- 1976 : L'Homme de Corleone (L'uomo di Corleone), film inachevé de Duilio Coletti
- 1976 : L'Autre Côté de la violence (Roma, l'altra faccia della violenza) de Marino Girolami
- 1977 : Le Juge Fayard dit « le Shériff » d'Yves Boisset
- 1977 : Il était une fois la Légion (March or Die) de Dick Richards
- 1977 : Équipe spéciale (La polizia è sconfitta) de Domenico Paolella
- 1978 : Safari Rally (Seimila chilometri di paura) de Bitto Albertini
- 1979 : Le Retour de Patrick (Patrick vive ancora) de Mario Landi
- 1979 : Passeur d'hommes (The Passage) de J. Lee Thompson
- 1979 : Liés par le sang (Bloodline) de Terence Young

#### Années 1980
- 1980 : Le Manteau d'astrakan (Il cappotto di Astrakan) de Marco Vicario
- 1980 : La Guerre des gangs (Luca il contrabbandiere) de Lucio Fulci
- 1980 : La Cage aux folles 2 d'Édouard Molinaro
- 1982 : Identification d'une femme (Identificazione di una donna) de Michelangelo Antonioni
- 1983 : Le Cercle des passions de Claude d'Anna
- 1984 : L'Arbalète de Sergio Gobbi
- 1984 : Afghanistan pourquoi ? d'Abdellah Mesbahi - film censuré et resté inachevé
- 1986 : Adieu petite (es) (Adiós pequeña) d'Imanol Uribe
- 1987 : L'Ogre de Simon Edelstein
- 1988 : Giallo alla regola de Stefano Roncoroni
- 1988 : Savannah de Marco Pico

### Acteur de télévision
- 1959 : Les Cinq Dernières Minutes, épisode Poison d'eau douce de Claude Loursais : Auguste
- 1961 : L'Aventure de la duchesse de Berry
- 1961 : Le Théâtre de la jeunesse : Cosette d'après Les Misérables de Victor Hugo, réalisation Alain Boudet : Javert
- 1961 : Le Théâtre de la jeunesse : Le Capitaine Fracasse d'après Le Capitaine Fracasse de Théophile Gautier, réalisation François Chatel
- 1962 : Le Théâtre de la jeunesse : Gavroche d'après Les Misérables de Victor Hugo, réalisation Alain Boudet : Javert
- 1962 : Les Trois Chapeaux claques, téléfilm de Jean-Pierre Marchand : Buby
- 1962 : L'inspecteur Leclerc enquête de Marcel Bluwal, épisode : Face à face : Sillone
- 1962 : Les Cinq Dernières Minutes, épisode Le Tzigane et la Dactylo de Pierre Nivollet
- 1963 : Le Théâtre de la jeunesse : Jean Valjean d'après Les Misérables de Victor Hugo, réalisation Alain Boudet : Javert
- 1964 : Sans merveille de Michel Mitrani
- 1964 : Les Cinq Dernières Minutes : 45 tours... et puis s'en vont de Bernard Hecht
- 1965 : Le train bleu s'arrête 13 fois de Mick Roussel, épisode Paris, signal d'alarme
- 1965 : Les Cinq Dernières Minutes, épisode La Chasse aux grenouilles de Claude Loursais
- 1966 : Les Cinq Dernières Minutes de Jean-Pierre Marchand, épisode La Rose de fer
- 1967 : Allô Police - épisode : l'Évadé  de Robert Guez
- 1967 : Malican père et fils
- 1970 : Le Service des affaires classées
- 1980 : Le Mandarin
- 1980 : C'est grand chez toi
- 1981 : Une saison dans la vie de Fedor Dostoïevski
- 1981 : Quatre femmes, quatre vies : la Maison bleue
- 1982 : Les Grands Ducs, téléfilm de Marcel Bozzuffi : Sanias
- 1982 : L'Ami étranger
- 1982 : De bien étranges affaires
- 1982 : L'échappée belle ou L'Amour fugitif de Pascal Ortega
- 1983 : Bon anniversaire Juliette, téléfilm de Marcel Bozzuffi : Jérôme Thiriot
- 1984 : To Catch a King
- 1985 : L'Affaire Caillaux
- 1987 : L'Ombra nera del Vesuvi
- 1988 : Il Colpo

## Théâtre
- 1956 : Les Lingots du Havre d'Yves Jamiaque, mise en scène Jean Lanier, théâtre des Arts
- 1956 : Les Français à Moscou de Pol Quentin, mise en scène Jacques Charon, théâtre des Célestins
- 1957 : Un français à Moscou de Pol Quentin, mise en scène Jacques Charon, théâtre de la Renaissance
- 1957 : La Mouche bleue de Marcel Aymé, mise en scène Claude Sainval, Comédie des Champs-Élysées
- 1958 : Vu du pont d'Arthur Miller, mise en scène Peter Brook, théâtre Antoine
- 1959 : Le Vélo devant la porte adaptation Marc-Gilbert Sauvajon d'après Desperate Hours de Joseph Hayes, mise en scène Jean-Pierre Grenier, théâtre Marigny
- 1962 : Les Petits Renards de Lillian Hellman, mise en scène Pierre Mondy, théâtre Sarah-Bernhardt
- 1966 : Les Justes d'Albert Camus, mise en scène Pierre Franck, théâtre de l'Œuvre : Stepan
- 1985 : Les Gens d'en face de Hugh Whitemore, mise en scène Jonathan Critchley, théâtre Montparnasse

## Doublage

### Films
- Paul Newman dans :
  - Exodus (1960) : Ari Ben Canaan
  - Paris Blues (1961) : Ram Bowen
  - Luke la main froide (1967) : Lucas « Luke » Jackson
  - Le Piège (1973) : Joseph Rearden
  - La Tour infernale (1974) : Doug Roberts (1er doublage)
  - La Toile d'araignée (1975) : Lew Harper
  - Le Jour de la fin du monde (1980) : Hank Henderson
- Charles Bronson dans :
  - La Bataille des Ardennes (1965) : Wolenski
  - Les Douze Salopards (1967) : Joseph T. Wladislaw
  - La Bataille de San Sebastian (1968) : Teclo
  - C'est arrivé entre midi et trois heures (1976) : Graham Dorsey
  - Le Bison blanc (1977) : Wild Bill Hickok / James Otis
  - Cabo Blanco (1979) : Giff Hoyt
  - Chicanos, chasseur de têtes (1981) : Jeb Maynard
- Lee Van Cleef dans :
  - Le Dernier Jour de la colère (1967) : Frank Talby
  - El Condor (1970) : Jaroo
  - Captain Apache (1971) : capitaine Apache
- John Vernon dans :
  - Le Point de non-retour (1967) : Mal Reese
  - American College (1978) : le doyen Vernon Wormer
  - Y a-t-il enfin un pilote dans l'avion ? (1982) : Dr Stone
- Rafer Johnson dans :
  - Le Sergent noir (1960) : caporal Krump
  - Au péril de sa vie (1961) : Kosongo
- Fausto Tozzi dans : 
  - Constantin le Grand (1960) : Hadrien Rufius
  - Shéhérazade (1963) : Zaccar
- Robert Duvall dans :
  - Les Gens de la pluie (1969) : Gordon
  - Sanglantes Confessions (1981) : Tom Spellacy
- Gian Maria Volonté dans :
  - L'Attentat (1972) : Sadiel
  - Viol en première page (1972) : Bizanti
- John P. Ryan dans :
  - Le monstre est vivant (1974) : Frank Davies
  - Les monstres sont toujours vivants (1978) : Frank Davies
- 1951[5] : La Furie du Texas : Gabe Clevenger (Ray Teal)
- 1953 : L'Équipée sauvage : Chico (Lee Marvin)
- 1955 : Le Tigre du ciel : le 2d policier militaire (John Pickard)
- 1956 : Deux Rouquines dans la bagarre : Lenhardt (Buddy Baer)
- 1957 : La Belle et le Corsaire : homme de Carmona (Carlo Hintermann)
- 1957 : Violence dans la vallée  (The Tall Stranger) de Thomas Carr : Harper (George N. Neise)
- 1957 : Le Vengeur : Ep Clark (James Craig)
- 1958 : L'Homme de l'Ouest : Claude Tobin (John Dehner)
- 1958 : Le Pirate de l'épervier noir : le frère d'Ettore (Maurizio Piacentini)
- 1958 : Duel dans la Sierra : Cordoba (Eduardo Noriega)
- 1958 : Tueurs de feux à Maracaibo : Raoul Palma (Jack Kosslyn)
- 1959 : La Terreur des barbares : Genzerico (Furio Meniconi)
- 1959 : Opération Jupons : le chef-machiniste en second Sam Tostin (Arthur O'Connell)
- 1959 : L'Aventurier du Rio Grande : Pancho Gil (Mike Kellin)
- 1959 : Les Légions de Cléopâtre : Gotarzo (Conrado San Martín)
- 1959 : La police fédérale enquête : John Gilbert « Jack » Graham (Nick Adams)
- 1959 : La Chevauchée des bannis : Pace (Lance Fuller)
- 1960 : Un taxi pour Tobrouk : Paolo Ramirez (Germán Cobos)
- 1960 : L'Inconnu de Las Vegas : Mushy O'Connors (Joey Bishop)
- 1960 : Toryok, la furie des barbares : Napur (Daniele Vargas)
- 1960 : Le Diabolique Docteur Mabuse : le chauffeur du N°12[Qui ?]
- 1960 : Esther et le Roi : le centurion[Qui ?]
- 1960 : Un brin d'escroquerie : Bert (Percy Herbert)
- 1961 : L'Enquête mystérieuse : Paddy Damion (Sean Connery)
- 1961 : Le Dernier des Vikings : le capitaine Hardac (Piero Lulli)
- 1961 : Soliman le Magnifique : Ibrahim Pacha (Edmund Purdom)
- 1961 : Barabbas : Glatus, chef des gladiateurs (Robert Hall)
- 1961 : Les Comancheros : Horseface (Jack Elam)
- 1961 : Le Gladiateur invincible : Livius (José Marco)
- 1961 : Scotland Yard contre X : inspecteur Tom Henderson (Lee Montague)
- 1962 : Le Jour le plus long : commandant de destroyer (Rod Steiger)
- 1962 : Taras Bulba : Taras Bulba (Yul Brynner)
- 1962 : Le Triomphe de Robin des Bois : William (Vincenzo Musolino)
- 1962 : La Porte aux sept serrures : Tom Cawler (Jan Hendriks)
- 1962 : Maciste contre les géants : Sidone (Dan Vadis)
- 1962 : L'Homme qui aimait la guerre : colonel Vogt (Ed Bishop)
- 1962 : Le Capitaine de fer : Gualtireo Di Rauchwitz (Mario Petri)
- 1962 : Coups de feu dans la Sierra : Billy Hammond (James Drury)
- 1963 : La Vierge de Nuremberg : Erich (Christopher Lee)
- 1963 : L'Araignée blanche défie Scotland Yard : sergent Gibbs (Fritz Eberth)
- 1963 : Hercule contre Moloch : le gladiateur blessé lors de l'instruction[Qui ?]
- 1963 : Goliath et l'Hercule noir : Brizéus[Qui ?]
- 1964 : Le Train : Paul Labiche (Burt Lancaster)
- 1964 : Les Pirates du diable : Antonio (Charles Houston)
- 1964 : La Terreur des Kirghiz : Ursus (Reg Park)
- 1965 : Morituri : Donkeyman (Hans Christian Blech)
- 1965 : Le Docteur Jivago : le soldat Keril (Bernard Kay)
- 1965 : Lord Jim : « Gentleman » Brown (James Mason)
- 1965 : Les Chemins de la puissance : Joe Lampton (Laurence Harvey)
- 1965 : L'Extase et l'Agonie : Bramante (Harry Andrews)
- 1965 : Guerre secrète : général Bruce (Robert Ryan)
- 1966 : Le Secret du rapport Quiller : Quiller (George Segal)
- 1966 : Le Crépuscule des aigles : Lieutenant Bruno Stachel (George Peppard)
- 1966 : Vivre libre : Nuru (Peter Lukoye)
- 1966 : Les Anges sauvages : Toubib (Norman Alden)
- 1966 : Message chiffré : Johnny Curd (Lang Jeffries)
- 1967 : L'Affaire Al Capone : George Clarence « Bugs » Moran (Ralph Meeker)
- 1967 : Les Trois Fantastiques Supermen : le lieutenant du FBI[Qui ?]
- 1968 : Le Détective : Joe Leland (Frank Sinatra)
- 1968 : Les Bérets verts : sergent Parks (Rudy Robbins)
- 1968 : Attaque sur le mur de l'Atlantique : lieutenant Forrester (Glyn Owens)
- 1968 : Skidoo : le capitaine Garbaldo (George Raft)
- 1969 : Les Souliers de saint Pierre : Igor Bounin (Frank Finlay)
- 1969 : La Légion des damnés : Raymond Stone (Claudio Undari)
- 1970 : Traître sur commande : détective Jim McParlan (Richard Harris)
- 1971 : Les Charognards : Frank Calder (Oliver Reed)
- 1971 : Le Baron rouge : Anthony Fokker (Hurd Hatfield)
- 1972 : Joe Kidd : Shérif Bob Mitchell (Gregory Walcott)
- 1972 : Les Nouveaux Exploits de Shaft : Johnny Kelly (Wally Taylor)
- 1975 : Tueur d'élite : Lawrence Weyburn (Gig Young)
- 1976 : Le Trésor de Matacumba : Spangler (Vic Morrow)
- 1977 : Croix de fer : Sergent / Feldwebel Rolf Steiner (James Coburn)
- 1977 : Black Sunday de John Frankenheimer : major David Kabakov (Robert Shaw)
- 1979 : L'Homme en colère : le capitaine MacKenzie (Chris Wiggins)
- 1984 : Le Flic de Beverly Hills : Victor Maitland (Steven Berkoff)
- 1987 : Contrôle : Mike Zella (Ben Gazzara)

### Animation
- 1971 : Lucky Luke, Daisy Town : Lucky Luke

### Séries télévisées
- 1974 : QB VII : Abe Cady (Ben Gazzara)
- 1978 : Un privé dans la nuit : Hamilton Nash (James Coburn).
- 1981-1987 : Hill Street Blues : Sgt. Phil Esterhaus (Michael Conrad).

### Téléfilms
- 1973 : Le Poney rouge : Jess Taylor (Ben Johnson)
- 1975 : Le Triangle du Diable : Lt. J. Haig (Doug McClure)
- 1983 : Le Jour d'après : Dr Russel Oakes (Jason Robards)

## Publication
- Forfana - Récits, recueil de nouvelles. Éditeur : Alinea, collection : Littera Francai, 12 janvier 1990, 140 p.  (ISBN 978-2-9046-3191-7). Publication à titre posthume.